# リトル・ウィリー・ジョン
ウィリアム・エドワード・"リトル・ウィリー"・ジョン（William Edward "Little Willie" John、1937年11月15日 - 1968年5月26日）は、アメリカのR&Bシンガーである。代表曲に「オール・アラウンド・ザ・ワールド」（1955年）、「ニード・ユア・ラヴ・ソー・バッド」（1956年）、「フィーヴァー」（1956年）、「トーク・トゥ・ミー、トーク・トゥ・ミー」（1958年）、「リーヴ・マイ・キトゥン・アローン」（1960年）、「スリープ」（1960年）がある。
モータウン、スタックスなどで活躍したソウル歌手、メイブル・ジョンは彼の姉。
30歳で他界したためシンガーとしてのキャリアは10年余りと短いものの、その間17曲をR&Bチャートに送り込み、うち10曲はポップ・チャート入りも果たしている。

## 生涯

### 幼少期とレコード・デビューまで
1937年11月15日、アーカンソー州カレンデールに生まれる。父親マーティスは南ルイジアナ出身の木こりで、母親リリーはギターを弾きゴスペルを歌っていた。リトル・ウィリーは10人兄弟の5番目の子供だった。
4歳の時に父親が工場で新たな仕事をするため、一家でデトロイトに移り住んだ。ジョンは、10代の時にゴスペルのクインテットを結成。また、1950年には姉のメイブルら兄弟も参加する形で自身のグループ、ユナイテッド・フォーを結成した。
タレント・ショーにも出演するようになり、1952年、そこでのパフォーマンスがミュージシャン兼レコードプロデューサーのジョニー・オーティスの目に留まることとなった。オーティスはジョンにキング・レコードと契約をさせようとしたものの、彼がまだ若すぎたため、契約には至らなかった。しかし翌1953年には、地元プライズ・レーベルからクリスマスのシングル盤をリリースしている。
1954年、ジョンは地元で知名度のあったポール・ウィリアムス率いる楽団でシンガーを務めるようになり、それを見たトランペット奏者のヘンリー・グローヴァーが1955年、自身がA&Rを担当していたキング・レコードと契約させたのだった。

### キング・レコードと契約
背が低かった(身長163cm, 体重57kg)ことから「リトル・ウィリー」のニックネームで呼ばれていた彼は、1955年、「リトル・ウィリー・ジョン」の芸名でタイタス・ターナー作の「オール・アラウンド・ザ・ワールド」でキング・レコードでのデビューを飾った。ビルボードのR&Bチャートで5位を記録するヒットとなり 、順調な滑り出しとなると共に、同年「ニード・ユア・ラヴ・ソー・バッド」もビルボードのR&Bチャートで5位を射止めるヒットとなった。
1956年にはエディ・クーリーとオーティス・ブラックウェル作の「フィーヴァー」もビルボードのR&Bチャート1位、ビルボードのシングルチャートで24位を記録するヒットとなった。
1957年、ジョンはアポロ・シアターでダンサーのダーリン・ボナーと出会い、同年デトロイトで結婚。1958年に長男ケヴィン、1960年には次男のキースが生まれている。キースは長年スティーヴィー・ワンダーのバンドでシンガーとして活動している。
1958年はジョー・セネカ作の「トーク・トゥ・ミー、トーク・トゥ・ミー」がビルボードのシングルチャートで20位を記録するヒットとなる。
ジョンは当時の黒人の人種差別に対する公民権運動への参加も積極的で、1964年には全米黒人地位向上協会の主催によるコンサートに出演し、黒人コミュニティー向けの雑誌『ジェット』でのインタビューで「一人のエンターテイナーとして、サミー・デイビス・ジュニアやハリー・ベラフォンテが全ての資金を稼いで、黒人社会に還流してくれることを呑気に待っている訳には行かない」と語っている。
また彼は気が短いことでも知られ、アルコールの乱用により、幾度も事件を引き起こし、1963年にはデビュー当時から在籍していた、キングより契約を解除された。

### 刺殺事件、そして収監へ
1964年10月、公演先のシアトルで公演後に訪れたバーで、前科者の大男、ケンドール・ラウンドトゥリーと口論となり、数回殴られたのち所持していたナイフで彼を刺した。彼はその場で死亡する。
ジョンは当初殺人容疑で逮捕されたものの正当防衛による無罪を主張し、保釈金1万ドルを支払ってツアーを続けた。翌1965年には裁判所に出廷したものの、彼の弁護士が正当防衛という主張を変更したため、結果として、過失致死で有罪となってしまった。
ジョンは判決が確定する前に再度保釈金2万ドルを支払い、既に決まっていたツアーに出ると同時に、キャピトル・レコードと契約。11曲をレコーディングした。しかしながら、ジョンとの契約がまだ残っていると主張するキングがキャピトルを訴えたため、このレコーディングはリリースが差し止められた。この作品は40年以上が経過した2008年、英国エイス/ケント・レコードにより『Nineteen Sixty-Six – The David Axelrod and HB Barnum Sessions』としてリリースとなった。
懲役8年から20年の刑が確定し、ジョンは1966年7月6日、ワシントン州ワラワラのワシントン州立刑務所に収監された。収監中にも、いくつか暴力沙汰を起こし、また看守から暴行も受けていたとされる。また、曲も書き続け、囚人向けに何度かパフォーマンスも行なっていた。獄中の彼との面会に訪れた人の中には、アレサ・フランクリンやジェイムズ・ブラウンがいた。

### 獄中での最期
刑務所にて肺炎を発症したジョンは厳重な警備下の部屋に移された後、1968年5月26日に死去。死亡証明書によると死因は心臓発作とされているものの、暴行疑惑や適切な世話がされなかったことから亡くなったのではとの声もあがっている。また、持病に癲癇があったジョンが結核を発症したことが致命傷になったとの情報もある。
1968年、ジェイムズ・ブラウンは、ジョンを追悼し、彼の曲を中心としたアルバム『Thinking About Little Willie John and a Few Nice Things』をリリースした。

### 埋葬
ジョンは、ミシガン州ウォーレンのデトロイト・メモリアル・パーク・イーストに埋葬されている。

## 評価
- 1996年 - ロックの殿堂入り
- 2014年 - リズム・アンド・ブルースの殿堂入り(シンガーとして)
- 2016年 - リズム・アンド・ブルースの殿堂入り(ソングライターとして)
- 2016年 - ミシガン・ロックンロール・レジェンドの殿堂入り
- 2022年 - ブルースの殿堂入り[24]

## ディスコグラフィ

### アルバム
- 1958年 Mister Little Willie John (King)
- 1958年 Fever (King)
- 1958年 Talk To Me (King)
- 1959年 Sure Things (King)
- 1960年 In Action (King)
- 1961年 The Sweet, The Hot, The Teen-Age Beat (King)
- 1962年 Come On And Join Little Willie John At A Recording Session (King)

### 編集盤
- 1990年 Fever (Charly)
- 1993年 Fever: The Best Of Little Willie John (Rhino)
- 2002年 The Early King Sessions (Ace)
- 2005年 The King Sessions 1958-1960 (Ace)
- 2008年  Nineteen Sixty Six (The David Axelrod & HB Barnum Sessions) (Kent Soul)
- 2009年 Heaven All Around Me - The Later King Sessions 1961-63 (Ace)

### シングル
- 1953年 Mommy What Happened To Our Christmas Tree/Jingle Bells (Prize 6900A) ※Willie John And The Three Lads And A Lass名義
- 1955年 All Around The World/Don't Leave Me Dear (King 4818)
- 1955年 Need Your Love So Bad/Home At Last (King 4841)
- 1956年 Are You Ever Coming Back/I'm Stickin' with You Baby (King 4893)
- 1956年 Fever/Letter From My Darling (King 4935)
- 1956年 My Nerves/Do Something For Me (King 4960)
- 1956年 I've Been Around/Suffering With The Blues (King 4989)
- 1956年 A Little Bit Of Loving/ Will The Sun Shine Tomorrow (King 5003)
- 1957年 Love, Life And Money/You Got To Get Up Early In The Morning (King 5023)
- 1957年 Look What You've Done To Me/I've Got To Go Cry (King 5045)
- 1957年 Young Girl/If I Thought You Needed Me (King 5066)
- 1957年 Dinner Date/Uh Uh Baby (No No Baby) (King 5083)
- 1957年 Person To Person/Until You Do (King 5091)
- 1958年 Talk To Me, Talk To Me/Spasms (King 5108)
- 1958年 Let's Rock While The Rockin's Good/You're A Sweetheart (King 5142)
- 1958年 Tell It Like It Is/Don't Be Ashamed To Call My Name (King 5147)
- 1958年 All My Love Belongs To You/Why Don't You Haul Off And Love Me (King 5154)
- 1958年 No Regrets/I'll Carry Your Love Wherever I Go (King 5170)
- 1959年 Made For Me/No More In Life (King 5179)
- 1959年 Leave My Kitten Alone/Let Nobody Love You (King 5219)
- 1959年 Let Them Talk/Right There (King 5274)
- 1960年 My Love-Is/Loving Care (King 5318)
- 1960年 A Cottage For Sale/I'm Shakin' (King 5342)
- 1960年 Heartbreak (It's Hurtin' Me)/Do You Love Me (King 5356)
- 1960年 Sleep/There's A Difference (King 5394)
- 1960年 Walk Slow/You Hurt Me (King 5428)
- 1961年 I'll Never Go Back On My Word/Leave My Kitten Alone (King 5452)
- 1961年 I'm Sorry/The Very Thought of You' (King 5458)
- 1961年 Flamingo/(I've Got) Spring Fever (King 5503)
- 1961年 Take My Love (I Want To Give It All To You)/Now You Know (King 5516)
- 1961年 Need Your Love So Bad/Drive Me Home (King 5539)
- 1961年 Autumn Leaves/There Is Someone In This World For Me (King 5577)
- 1962年 Fever/Bo-Da-Ley Didd-Ley (King 5591)
- 1962年 The Masquerade Is Over/Katanga (King 5602)
- 1962年 Until Again My Love/Mister Green (King 5628)
- 1962年 Every Beat Of My Heart/I Wish I Could Cry (King 5641)
- 1962年 She Thinks I Still Care/Come Back To Me (King 5667)
- 1962年 Doll Face/Big Blue Diamonds (King 5681)
- 1962年 Half A Love/Without A Friend (King 5694)
- 1963年 Don't Play With Love/Heaven All Around Me (King 5717)
- 1963年 My Baby's In Love With Another Guy/Come On Sugar (King 5744)
- 1963年 So Lovely/Inside Information (King 5818)
- 1963年 I'm Shakin'/Person To Person (King 5823)
- 1964年 Bill Bailey/My Love Will Never Change (King 5850)
- 1964年 Rock Love/It Only Hurts A Little While (King 5870)
- 1964年 Do Something For Me/ Don't You Know I'm In Love (King 5949)

## カヴァー
- Need Your Love So Bad

イギリスでは1968年にフリートウッド・マックがカヴァーして全英シングルチャートに送り込んだ。デイヴィッド・カヴァデール率いるホワイトスネイクもカヴァーし、1984年に発表したアルバム『スライド・イット・イン』の日本盤ボーナストラックとして収録、イギリスでの人気の高い曲として知られる。この他、ゲイリー・ムーアは1995年に発表した『ブルーズ・フォー・グリーニー』でカヴァーしている。
- Fever

1958年にペギー・リー、1993年にはマドンナがその前年に発表したアルバム『エロティカ』で大胆なアレンジを施してカヴァーしており、マドンナのカヴァーによる同曲は、イギリスとヨーロッパでヒットしている。
- Talk To Me, Talk To Me

アレサ・フランクリンがアルバム『ソウル'69』(1969年)向けにレコーディングしたものの、同作には収録されず、後になって2枚組コンピレーション盤『Rare & Unreleased Recordings from the Golden Reign of the Queen of Soul』(2007年)に収録された。